# Покау
Покау (њем. Pockau) општина је у њемачкој савезној држави Саксонија. Једно је од 69 општинских средишта округа Ерцгебирге. Према процјени из 2010. у општини је живјело 4.059 становника. Посједује регионалну шифру (AGS) 14521490.

## Географски и демографски подаци
Покау се налази у савезној држави Саксонија у округу Ерцгебирге. Општина се налази на надморској висини од 428 метара. Површина општине износи 36,0 km². У самом мјесту је, према процјени из 2010. године, живјело 4.059 становника. Просјечна густина становништва износи 113 становника/km².